# Darrell Tucker
Darrell Tucker, né le 23 mai 1980, à Oakland, Californie, est un joueur de basket-ball américain. Il mesure 2,06 m pour 106 kg.

## Biographie
Il évolue dans le championnat de France de Pro A lors de la saison 2008-2009 au poste d'intérieur au Hyères Toulon Var Basket.

## Carrière
- 2003-2004 : Union Olimpija Ljubljana  Slovénie
- 2005-2006 : Stade clermontois  France
- 2006-2007 : Czarni Słupsk  Pologne
- 2007-2008 : Eiffel Towers Den Bosch  Pays-Bas
- 2008-2009 : Hyères-Toulon VB  France
- 2009-2010 : BC Hoverla  Ukraine
- 2010-2011 : Maccabi Rishon LeZion  Israël
- 2011-2012 : BG 74 Göttingen  Allemagne